# میکل سانتانا
میکل سانتانا (انگلیسی: Maikel Santana؛ زادهٔ ۱۸ نوامبر ۱۹۹۱) بازیکن فوتبال است.